# Dictyoneura obtusa
Dictyoneura obtusa är en kinesträdsväxtart som beskrevs av Carl Ludwig von Blume. Dictyoneura obtusa ingår i släktet Dictyoneura och familjen kinesträdsväxter. Inga underarter finns listade i Catalogue of Life.